# Alain Colmerauer
Pour les articles homonymes, voir Colmerauer.
Alain Colmerauer est un ingénieur informaticien, docteur en informatique et professeur d'université français né le 24 janvier 1941 à Carcassonne, et mort le 12 mai 2017 à Marseille.
Il est l’initiateur du langage de programmation Prolog,.

## Carrière
Diplômé de l'Ensimag, Alain Colmerauer soutient à Grenoble une thèse d'État sur l'analyse syntaxique des langages de programmation.
Ensuite coopérant scientifique à Montréal, il travaille sur la traduction automatique des bulletins météo de l’anglais vers le français. Il invente à ce propos les systèmes-Q, un pas vers la création de Prolog.
Devenu professeur à l'université de la Méditerranée Aix-Marseille II, il poursuit ses travaux en traitement informatique de la langue, avec notamment les grammaires de métamorphose. Il développe le langage Prolog avec son collègue Philippe Roussel à partir de 1972, formant ainsi la base de la programmation logique.
Vers 1980, il est un des consultants majeurs du projet japonais d'ordinateurs de 5e génération, ce qui devait mener à la conception du Concurrent Prolog d'Ehud Shapiro.
Il crée ensuite Prolog III puis, s’intéressant de plus en plus à la programmation par contraintes, Prolog IV (1996) et la programmation logique sous contraintes.
Il étudie ensuite des questions plus théoriques concernant la quantification de la logique du premier ordre.
Il meurt le 12 mai 2017 à Marseille.
Il est le père d'Anne Colmerauer, dite Calife.

## Distinctions
- Pomme d'Or du Logiciel français en 1982, prix décerné par Apple France pour l'implémentation de Prolog II sur un Apple II, prix partagé avec Henry Kanoui et Michel Van Caneghem.
- Prix 1984 du Conseil régional de Provence-Alpes-Côte d'Azur.
- Prix Michel Monpetit 1985, délivré par l'Académie des Sciences.
- Chevalier de la Légion d'honneur en 1986.
- Membre associé de l'Association américaine d'intelligence artificielle 1991.
- Nommé Founder of Logic Programming par l'Association of Logic Programming en 1997[6].
- Correspondant (rédacteur associé) de l'Académie des Sciences dans la section Mathématiques.

## Publications
- Alain Colmerauer, Henry Kanoui et Michel Van Caneghem, Prolog bases théoriques et développements actuels, Techniques et Science Informatiques, vol. 2, no 4, 1983.
- (en) Frédéric Benhamou, Alain Colmerauer, Constraint Logic programming, Selected Research., MIT Press, 1993